# Basket-ball à trois aux Jeux européens de 2015
Navigation
Édition suivante
Le basket-ball aux Jeux européens de 2015 a lieu à la Basketball Arena, à Bakou, en Azerbaïdjan, du 22 au 26 juin 2015. Deux tournois avec 16 équipes sont au programme, un féminin et un masculin. La compétition se déroulera dans le format 3 contre 3. Chaque équipe est composée de quatre athlètes, dont un remplaçant.

## Qualifications
Chaque Comité national olympique peut qualifier une équipe féminine et une équipe masculine de quatre joueurs. Le pays organisateur est qualifié automatiquement pour les deux tournois. Les 15 meilleures équipes du championnat d'Europe de basket-ball 3×3 sont également qualifiées.
| Qualification                                     | Hommes | Femmes |
| ------------------------------------------------- | --- | --- |
| Pays organisateur                                 | Azerbaïdjan | Azerbaïdjan |
| Top 15 du championnat d'Europe de basket-ball 3×3 | Andorre Belgique Tchéquie Estonie Grèce Israël Italie Lituanie Roumanie Russie Serbie Slovénie Espagne Suisse Turquie | Belgique Tchéquie Grèce Irlande Israël Lituanie Pays-Bas Roumanie Russie Slovaquie Slovénie Espagne Suisse Turquie Ukraine |

## Médaillés
| Épreuve                    | Or     | Argent  | Bronze  |
| -------------------------- | ------ | ------- | ------- |
| Hommes résultats détaillés | Russie | Espagne | Serbie  |
| Femmes résultats détaillés | Russie | Ukraine | Espagne |

## Tableau des médailles
| Rang  | Nation  | Or | Argent | Bronze | Total |
| ----- | ------- | -- | ------ | ------ | ----- |
| 1     | Russie  | 2  |        |        | 2     |
| 2     | Espagne |    | 1      | 1      | 2     |
| 3     | Ukraine |    | 1      |        | 1     |
| 4     | Serbie  |    |        | 1      | 1     |
| Total | Total   | 2  | 2      | 2      | 6     |